# Luigi De Andreis
Luigi De Andreis (Milano, 29 dicembre 1857 – Milano, 22 luglio 1929) è stato un ingegnere e politico italiano. Membro di rilievo del Partito repubblicano, fra i fondatori della Lega delle cooperative, più volte deputato, fu condannato quale presunto organizzatore dei Moti di Milano del 1898.

## Biografia

### Formazione e attività professionale
Di modeste condizioni economiche poté studiare grazie all'aiuto di alcuni benefattori. Laureatosi in Ingegneria trovò lavoro presso la Società Edison di Milano e fu tra i pionieri dell'industria elettrotecnica italiana partecipando, con l'ing. Giuseppe Colombo alla costruzione della centrale elettrica di Milano (la seconda al mondo con il sistema Edison).

Nel 1898 pubblicò il Manualetto di elettricità e I raggi X.

### Attività politica
Si avvicinò alle idee mazziniane quando era ancora studente e nel 1874 aderì al Partito Repubblicano Italiano, promosse diverse organizzazioni democratiche tra le quali l'associazione La nuova Italia nel 1885 e nel 1886 partecipò alla fondazione della Lega Nazionale delle Cooperative e Mutue.

Nel 1897 entrò a far parte della direzione del partito e venne eletto alla Camera nel collegio di Ravenna I.

Nella repressione seguita ai Moti di Milano del 1898, nonostante l'immunità parlamentare, venne arrestato insieme ad altri deputati come Filippo Turati e Andrea Costa, sottoposto a un processo sommario davanti al tribunale militare di Milano e condannato, come presunto organizzatore della sommossa, a 12 anni di reclusione, 3 anni di vigilanza speciale e all'interdizione perpetua dai pubblici uffici. Le prove si limitavano al ritrovamento nelle sue tasche di una mappa di Milano (disegnata per la società Edison).

Rieletto deputato le sue elezioni vennero più volte annullate e poté riprendere il suo posto in Parlamento solo dopo l'amnistia del dicembre 1899.

Si oppose alla Guerra di Libia mentre fu deciso interventista allo scoppio della prima guerra mondiale alla quale partecipò come volontario nel Genio militare

Fu avversario del Fascismo e non si ripresentò alle elezioni del 1924 indette con la Legge Acerbo.